# Cosme
Cosme es un nombre propio masculino de origen griego en su variante en español. Proviene del griego Κοσμάς, "adornado".

## Santoral
26 de septiembre: San Cosme, médico mártir en Siria (286).

## Variantes
- Femenino: Cósima.

### En otros idiomas
| Variantes en otras lenguas | Variantes en otras lenguas |
| -------------------------- | -------------------------- |
| Alemán                     | Cosmas, Kosmas             |
| Catalán                    | Cosme                      |
| Checo                      | Kosma                      |
| Corso                      | Cosimu                     |
| Croata                     | Kuzma                      |
| Euskera                    | Kosma                      |
| Español                    | Cosme                      |
| Francés                    | Côme                       |
| Gallego                    | Cosme                      |
| Griego                     | Κοσμάς (Kosmás)            |
| Holandés                   | Cosmas                     |
| Húngaro                    | Kozma                      |
| Inglés                     | Cosmas, Cosmo              |
| Islandés                   | Kosmas                     |
| Italiano                   | Cosma, Cosimo              |
| Latín                      | Cosmas                     |
| Noruego                    | Kosmas                     |
| Polaco                     | Kosma                      |
| Portugués                  | Cosme                      |
| Rumano                     | Cosmin                     |
| Ruso                       | Кузьма (Kuz'ma)            |
| Sardo                      | Còsimu                     |
| Serbio                     | Козма (Kozma)              |
| Sueco                      | Kosmas                     |
| Tátaro                     | Көҗмә/Köcmä                |
| Ucraniano                  | Кузьма (Kuz'ma)            |